# Inevitable (canción de Dulce María)
«Inevitable» es el primer sencillo del álbum debut Extranjera de la cantante mexicana Dulce María, que ha sido compuesto por ella.
El primer sencillo de Dulce María fue lanzado en radio y a la venta digital antes de lo planeado el 8 de junio de 2009.
La canción obtuvo gran éxito en toda Latinoamérica y Estados Unidos, también logró gran popularidad en países europeos como España y Polonia, donde también ingresó en el Top 50 de estos países.

## Videoclip
El videoclip fue grabado en Argentina y se estrenó el 24 de mayo en el canal de música Ritmo son Latino, MTV y en su canal oficial Dulce María Vevo por Youtube, donde se convirtió en un gran éxito.
En las imágenes del video, se ve a Dulce María en su papel de famosa mientras que su galán la espera en un automóvil y cae rendido ante un sueño. En el mismo ve a la cantante transformada en varias mujeres que lo raptan y lo llevan hasta una bodega abandonada donde se vuelven un derroche de sensualidad.
El actor y modelo Argentino Gustavo Anselmi, quien aparece en el videoclip, fue elegido por la misma Dulce María quien realizó el casting para su vídeo.

### Posiciones del video
| Lista (2010)                       | Posición |
| ---------------------------------- | -------- |
| Top 10 MTV Brasil                  | 1        |
| Los 10+ pedidos MTV Argentina      | 1        |
| Los 10+ pedidos MTV Latinoamérica  | 5        |
| Top 10 Azteca                      | 1        |
| POPline Brasil                     | 1        |
| Los 10 primeros Ritmoson latino    | 5        |
| HTV Hot Ranking                    | 2        |
| America Top 40 videoclips          | 10       |
| Billboard Latin Pop Songs          | 22       |
| Mexico Airplay Songs               | 27       |
| Las 10+ Pedidas del año            | 7        |
| Listas de fin de año               |          |
| Los 100 + Pedidos del 2010 (Norte) | 42       |
| Los 100 + Pedidos del 2010 (Sur)   | 34       |
| Los 100 Primeros del 2010          | 22       |

## Versiones
- (2010) - Inevitable Remix (junto a J-King & Maximan)
- (2010) - Inevitable Remix (junto a Juan Magán)
- (2010) - Inevitable Portugués (junto a TT- Tiago Teixeira)
- (2010) - Inevitable Bachata (junto a Grupo 24 Horas)
- (2010) - Inevitable Banda
- (2010) - Inevitable Live
- (2010) - Inevitable Versión del álbum

## Posicionamiento
| Listas (2010)                                  | Mejor posición     |
| ---------------------------------------------- | ------------------ |
| Estados Unidos (Hot Latin Songs)               | 50                 |
| Estados Unidos (Billboard Latin Digital Songs) | 45                 |
| España (Los 40 Principales)                    | 19[cita requerida] |
| Brasil (Brasil Hot 100)                        | 20                 |
| El Salvador (Monitor Latino)                   | 20                 |
| Honduras (Monitor Latino)                      | 15                 |
| Nicaragua (Monitor Latino)                     | 13                 |
| Panamá (Monitor Latino)                        | 10                 |
| Polonia (Polish Airplay Top 100)               | 37                 |
| Guatemala (Monitor Latino)                     | 5                  |
| {{México]}} (Spanish Airplay)                  | 3                  |
| México (Monitor Latino)                        | 1                  |
| Bolivia (Monitor Latino)                       | 4                  |
| Paraguay (Monitor Latino)                      | 4                  |
| Argentina (Argentina Top 100)                  | 7                  |
| Uruguay (Monitor Latino)                       | 3                  |
| Listas de fin de año                           |                    |
| Monitor Latino TOP 2010                        | 50                 |
| Top 200 Brasil 2010                            | 33                 |
| Top 100 Argentina 2010                         | 60                 |